# (17806) Adolfborn
(17806) Adolfborn es un asteroide perteneciente al cinturón de asteroides, descubierto el 31 de marzo de 1998 por Petr Pravec desde el Observatorio de Ondřejov, Ondřejov, República Checa.

## Designación y nombre
Designado provisionalmente como 1998 FO73. Fue nombrado Adolfborn en honor al pintor e ilustrador checo Adolf Born conocido por sus cuadros -representando extraña fauna, caballeros de le época victoriana con sombreros de copa y capas y misteriosas señoras con altos peinados y escotes. Su obra poco surrealista, con fuerte matiz de humor, guta tanto a niños como a adultos.

## Características orbitales
Adolfborn está situado a una distancia media del Sol de 2,311 ua, pudiendo alejarse hasta 2,566 ua y acercarse hasta 2,056 ua. Su excentricidad es 0,110 y la inclinación orbital 3,347 grados. Emplea 1283 días en completar una órbita alrededor del Sol.

## Características físicas
La magnitud absoluta de Adolfborn es 14,8.